# Merchant Marine Act

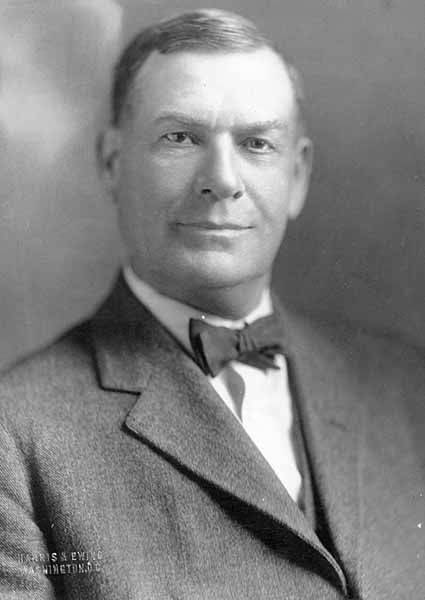
Wesley L. Jones (1920)

De  Merchant Marine Act (beter bekend als Jones Act) is een  protectionistische federale wet van de Verenigde Staten op de maritieme handel in Amerikaanse wateren en tussen Amerikaanse havens. Cabotagevoorschriften beperken de scheepvaart tussen Amerikaanse havens tot schepen die zijn gebouwd in de Verenigde Staten, eigendom van Amerikaanse staatsburgers en geëxploiteerd worden door Amerikaanse burgers. Onder de "Jones Act" is het buitenlandse ondernemers verboden om het directe vervoer van goederen en passagiers tussen Amerikaanse havens aan te bieden en voor dit doel schepen aan te bieden of te huren die in het buitenland zijn gebouwd of vernieuwd. Voor de Nederlandse en Belgische baggerbedrijven is relevant dat baggeren bij deze wet ook gezien wordt als "vervoer van goederen".  Baggerwerk mag dus alleen gebeuren door schepen gebouwd in de VS, die varen onder Amerikaanse vlag en eigendom zijn van een Amerikaans bedrijf.
De cabotageregels van de Jones Act hebben twee hoofddoelstellingen. Enerzijds zal de handel en het vervoer van goederen en/of passagiers binnen de kustvaart voor Amerikaanse scheepsbouwers en koopvaarders worden begunstigd. Aan de andere kant is het bedoeld om te zorgen voor het in stand houden van de capaciteit van de Amerikaanse scheepswerven, die in tijden van crisis of oorlog moet kunnen voldoen aan de toegenomen vraag voor schepen in de VS.

## Redenen voor de invoering van de Jones Act
In 1919 begon de Senaatscommissie voor Handel onder senator Wesley L. Jones te werken aan een wijziging van de National Maritime Laws. Deze herziening werd veroorzaakt door de ervaringen van de Verenigde Staten tijdens de Eerste Wereldoorlog: Toen de landen die betrokken waren bij de oorlog begonnen hun koopvaardijschepen te gebruiken voor militaire operaties, zorgde dat in de VS voor een gebrek aan civiele maritieme transportcapaciteit. Dit leidde tot het besef voor de VS dat het te riskant was om alleen te vertrouwen op buitenlandse capaciteit op het gebied van zeetransport. Als gevolg hiervan werd een uitgebreid scheepsbouwprogramma gestart. Tot het einde van de Eerste Wereldoorlog (november 1918) resulteerde het echter slechts in enkele scheepsleveringen. Pas na 1918 was er een opleving, die echter slechts van korte duur was.
In 1920 verkochten de Verenigde Staten 450 koopvaardijschepen en 92 oorlogsschepen. Dit hoge niveau kon niet worden gehandhaafd gezien de slechte economische situatie in Europa en de hoge schuldenlast van de Europese landen als gevolg van de oorlog. Na 1920 daalde de verkoop van Amerikaanse schepen opnieuw aanzienlijk (in 1921, verkocht de VS slechts 138 koopvaardijschepen en 40 oorlogsschepen). Met de Jones Act wilde Jones er voor zorgen dat de internationale markt meer afhankelijkheid werd van Amerikaanse schepen. Deze beoordeling was een volledig verkeerd begrip van de werkelijke economische situatie en het beoogde doel niet kon worden bereikt. Daarom had de Jones Act in beginsel kunnen worden ingetrokken. Maar het vertrouwen in de jaren 1930 tot 1940 bleef at dat de Jones Act de Amerikaanse scheepswerven kon beschermen tegen internationale concurrentie. Dit was voornamelijk gebaseerd op het onvermogen van de Amerikaanse scheepsbouwindustrie in de periode tussen de wereldoorlogen en kort na het einde van de Tweede Wereldoorlog om schepen van vergelijkbare kwaliteit en grotere hoeveelheden te kunnen bouwen tegen lagere prijzen dan in buitenlandse scheepswerven. Geschoolde werknemers en grondstoffen waren goedkoper en uitgebreider buiten de Verenigde Staten. Om het concurrentienadeel te corrigeren, werd de Jones Act aangehouden.

## Voorwaarden, reikwijdte en rechtsgevolgen van de Jones Act cabotage regels

### Territoriaal geldigheidsgebied
De Jones Act is van toepassing op transporten tussen Amerikaanse havens en in het gebied van de Amerikaanse kustwateren. Het is ook van toepassing wanneer goederen op zee worden overgeladen, zoals met lichters door overladen van ruwe olie vanuit supertankers met kleine shuttletankers verder wordt vervoerd.
Het toepassingsgebied van de Jones Act, conform de Outer Continental Shelf Lands Act van 1953 (OCSLA) omvat ook installaties buiten de jurisdictie die stevig of tijdelijk verbonden zijn met de zeebodem en worden gebruikt om grondstoffen op het continentaal plat op te sporen, te onderzoeken of te extraheren, op voorwaarde dat de VS het voor zichzelf claimt. De Jones Act dekt alle transporten van en naar olie of gas boor- en productiefaciliteiten, evenals andere Amerikaanse installaties die, ten minste tijdelijk, permanent verbonden zijn met de zeebodem. De Jones Act omvat niet de Caribische archipel van de Maagdeneilanden.

### Objectief geldigheidsgebied
De Jones Act verwijst naar het vervoer van goederen of personen. In het arrest Interstate Commerce Commission (ICC) vs. Brimson wordt het begrip "vervoer" gedefinieerd als "het verplaatsen van goederen of personen van de ene plaats naar de andere, door een vervoerder". De Jones Act is ook van toepassing op de verbranding van gevaarlijke stoffen op volle zee en het vervoer van post over zee.

### Juridische gevolgen van de cabotageregels van de Jones Act
Een schip dat zich binnen het territoriale toepassingsgebied van de Jones Act bevindt, moet in de VS zijn gebouwd, opereren onder de Amerikaanse vlag en eigendom zijn van personen die onderdaan zijn van de Verenigde Staten. De Merchant Marine Act van 1936 bepaalde ook dat de kapitein, alle officieren, loodsen, ingenieurs en scheepsartsen, evenals 75 % van de overige bemanning Amerikaanse staatsburgers moeten zijn. De reders konden zo 25 % van de bemanning werven uit een groep mensen zonder Amerikaans staatsburgerschap. Bij overeenkomsten met vakbonden hebben de reders afstand gedaan van dat recht.

### Uitzonderingen op de bepalingen van de Jones Act
Uitzonderingen zijn mogelijk "... in het belang van de nationale verdediging...". Uitzonderingen worden echter slechts voor maximaal zes maanden toegestaan. Voordat dit wordt verleend, onderzoekt de US Maritime Administration (onderdeel van het Amerikaanse Department of Transportation) alternatieve transportmogelijkheden via Amerikaanse schepen.
Een bijzonder geval was de internationale noodhulp na orkaan Katrina. In plaats van individuele vrijstellingen te verlenen, heeft het ministerie van Binnenlandse Veiligheid de beperkende regels van de Amerikaanse cabotagewetten tussen 1 september en 19 september 2005 opgeschort. Als onderdeel van de noodhulp mochten buitenlandse schepen olie, gas en gas tussen Amerikaanse havens vervoeren. Dit zorgde voor de levering van goederen uit andere delen van de Verenigde Staten naar de gebieden getroffen door de orkaan.
Ook na orkaan Harvey en orkaan Irma versoepelde de 1e regering-Trump de Jones Act voor verlichting.

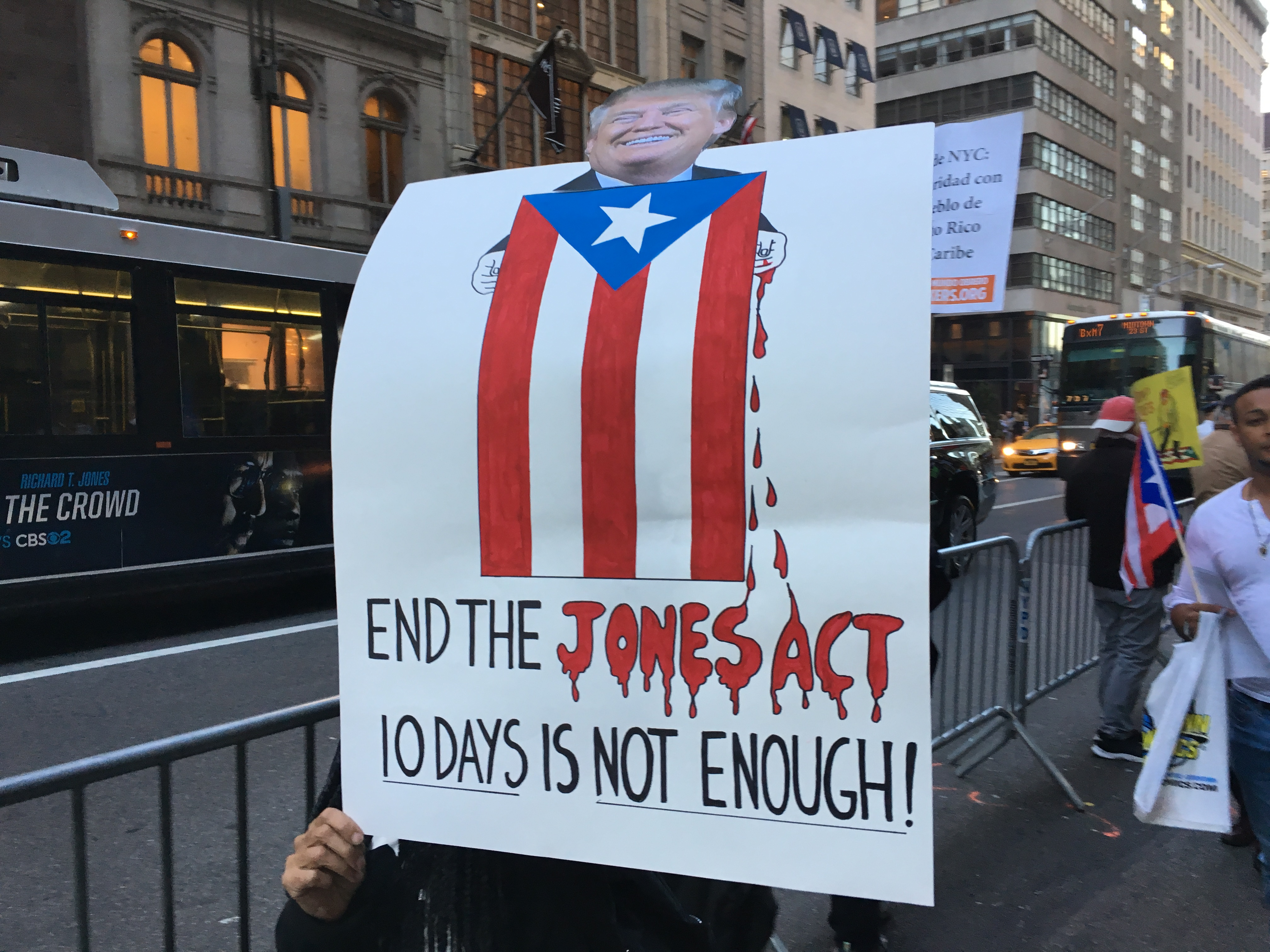
Protest tegen de Jones Act

Na orkaan Maria weigerde de Amerikaanse president Trump aanvankelijk om de Jones Act los te laten met het oog op banen in de Amerikaanse transportindustrie. Na enkele dagen van publieke kritiek moest Trump ook hiervoor dispensatie van de Jones Act geven (voor 10 dagen op 28 september 2017).

## Praktische oplossingen
Reders proberen meestal de juridische consequenties van de Jones Act te vermijden. Het transport van Alaska olie van de stad Valdez bij Prince William Sound in de Amerikaanse staat Alaska naar San Francisco, Californië, valt onder de Jones Act. Reders die de juridische gevolgen willen vermijden, laten hun schepen een tussenstop maken in Vancouver, een stad in het zuidwesten van Brits-Columbia aan de westkust van Canada. Schepen varen van de Golf van Mexico naar de Amerikaanse oostkust stoppen in Cuba. Passagiersschepen die langs de oostkust van de VS reizen, ontwijken de Jones Act door de "stopovers" in de Bahama’s, ook populair onder passagiers.
Het leidt ook tot vreemde situaties. Doordat er niet voldoende in de VS gebouwde LNG tankers waren, moest het noordoosten van de VS in 2018 gas importeren uit Rusland. Dit omdat de Jones Act het onmogelijk maakte om een buitenlands schip te charteren voor transport van gas binnen de VS.

## De Jones Act in relatie tot internationaal recht
Hoewel de cabotage regels van de Jones Act kunnen worden gezien als protectionistische beperkingen van de handel zijn ze in overeenstemming met het internationaal handelsrecht. Met betrekking tot de GATT-overeenkomsten van 1947 en 1994 (thans WTO) hebben de VS zich steeds op uitzondering beroepen. Maatregelen voor liberalisering van de handel op basis van OESO-overeenkomsten hebben tot dusver er ook niet voor gezorgd dat  de VS de desbetreffende documenten geratificeerd hebben.

### GATT 1947 en 1994
Hoewel de uitsluiting van buitenlandse schepen van cabotage in de Verenigde Staten in beginsel in strijd is met de algemene douane- en handelsovereenkomsten van 1947 en 1994, was inbreuk volgens de VS gerechtvaardigd. Wat de schending van de artikelen III en XI van de GATT 1947 betreft, beroepen de Verenigde Staten zich op een afwijking die bekend staat als de "Grandfather Clause". Aangezien de Merchant Marine Act 1920 al in werking was getreden vóór de sluiting van het Protocol van 1947, kon het cabotageregime van de Jones Act dus  voortgezet worden.
Ook met betrekking tot de GATT 1994 (in de loop van de Uruguay-ronde werden de artikelen III en XI van de GATT 1947 opgenomen in deel II van de GATT 1994), hebben de Verenigde Staten zich beroepen op een vrijstelling voor haar cabotageregelingen overeenkomstig lid 3 van de GATT 1994: "De bepalingen van deel II van de GATT 1994 zijn niet van toepassing op maatregelen die door een Lid worden genomen krachtens specifieke dwingende wetgeving die door dat Lid is vastgesteld voordat het partij werd bij de GATT 1947, die het gebruik, de verkoop of de verhuur van in het buitenland gebouwde of in het buitenland gereconstrueerde schepen verbiedt voor commerciële toepassingen tussen punten in nationale wateren of de wateren van een exclusieve economische zone." Alleen als de Jones Act wordt aangescherpt, kunnen de Verenigde Staten zich niet langer beroepen op paragraaf 3 van de GATT 1994.

### Beperking van de Jones Act door de OESO
De beperkingen op de cabotageregimes van de Jones Act door OESO-overeenkomsten zijn nog niet in werking, omdat een aantal landen deze verdragen tot nu toe niet geratificeerd hebben. De onderhandelingen over de concurrentievoorwaarden in de scheepsbouw zijn in 1989 van start gegaan (tussen Finland, Japan, Zuid-Korea, Noorwegen, Zweden, de EG en de Verenigde Staten). Op 21december 1994 werd de "Overeenkomst met inachtneming van de normale concurrentievoorwaarden in de commerciële scheepsbouw en -reparatiesector" afgerond. Het bevatte subsidies en dumpingregelingen op basis van overeenkomstige WTO-regels, maar specifiek afgestemd op de scheepsbouwsector. De overeenkomst moest op 1 januari 1996 in werking treden, maar is alleen geratificeerd door de EG, Noorwegen en Zuid-Korea.
In december 2004 hebben de VS, de EU, Finland, Japan, Zuid-Korea, Noorwegen en Zweden een nieuwe "OESO-Shipbuilding Agreement" geparafeerd. Net als bij de overeenkomst van 1994 was het erop gericht alle directe en indirecte subsidies in de scheepsbouwsector af te schaffen. De overeenkomst werd echter alleen geratificeerd door de EU, Korea, Japan en Noorwegen. Het Congres van de VS was het niet eens met de toetreding van de VS. Dit werd in Europa gebruikt ter rechtvaardiging van de uitbreiding van de scheepsbouwsteun.

## Discussie
Tegenstanders van de Jones Act cabotage regelgeving twijfelen aan de effectiviteit en winstgevendheid ervan. Zij stellen dat de Jones Act heeft geleid tot hogere kosten in het zeevervoer, en uiteindelijk alleen het goederenvervoer per spoor (ook voor bulkvervoer) bevordert. Door Amerikaanse scheepswerven te subsidiëren, verspilden belastingbetalers geld. In 1980 werden subsidies besteed aan het vervoer van 2,3 miljoen ton buitenlandse vracht op Amerikaanse schepen, d.w.z. tussen US $ 71,4 miljoen en US $ 78,6 miljoen. Door de Jones Act is de ontwikkeling van nieuwe soorten schepen (zoals containerschepen en baggerschepen) verwaarloosd in de Verenigde Staten. Momenteel ligt de belangrijkste focus van de Amerikaanse scheepsbouwindustrie op het onderhoud van bestaande schepen en scheepstypes. Bovendien vertrouwen de scheepswerven op de staatsbescherming die door de Jones Act wordt geboden en zijn ze niet langer internationaal concurrerend. Ten slotte, als gevolg van de hoge kosten van de scheepsproductie, zou er alleen een aarzelende vervanging van oudere schepen in de Verenigde Staten.
Vanuit het oogpunt van de supporters stelt de Jones Act dat het de voorzieningszekerheid biedt en bijdraagt aan het voorkomen van sluitingen van scheepswerven (meer dan 300 schepen werden gebouwd voor transport tussen Amerikaanse havens onder de Jones Act van 1953 tot 1983). Het zou voldoen aan de subsidiepraktijk van buitenlandse staten en bescherming bieden tegen vergelijkbare buitenlandse praktijken (ook andere staten gereguleerde cabotage en verleende voordelen aan nationale bedrijven die niet beschikbaar zouden zijn op de vrije markt). De Jones Act beschermt ook de nationale veiligheid door het handhaven van een binnenlandse koopvaardijvloot om het vervoer van militaire of civiele goederen in noodsituaties of crises te verzekeren. De intrekking zou betekenen dat de vrachtcapaciteit nauwelijks onder de Amerikaanse vlag zou worden gehouden, wat de uiteindelijke achteruitgang van de Amerikaanse scheepsbouwsector verder zou stimuleren, waardoor de nationale veiligheid in gevaar zou komen. De cabotageregimes zorgden ervoor dat er voldoende goed opgeleide civiele matrozen in de Verenigde Staten en technisch geschoold scheepspersoneel. Ten slotte garandeert de wet dat in het geval van een conflict, een Amerikaans schip door vijandelijke wateren naar de Verenigde Staten zal worden teruggebracht. Dit kan niet worden verwacht van een buitenlandse bemanning.

## De baggerindustrie

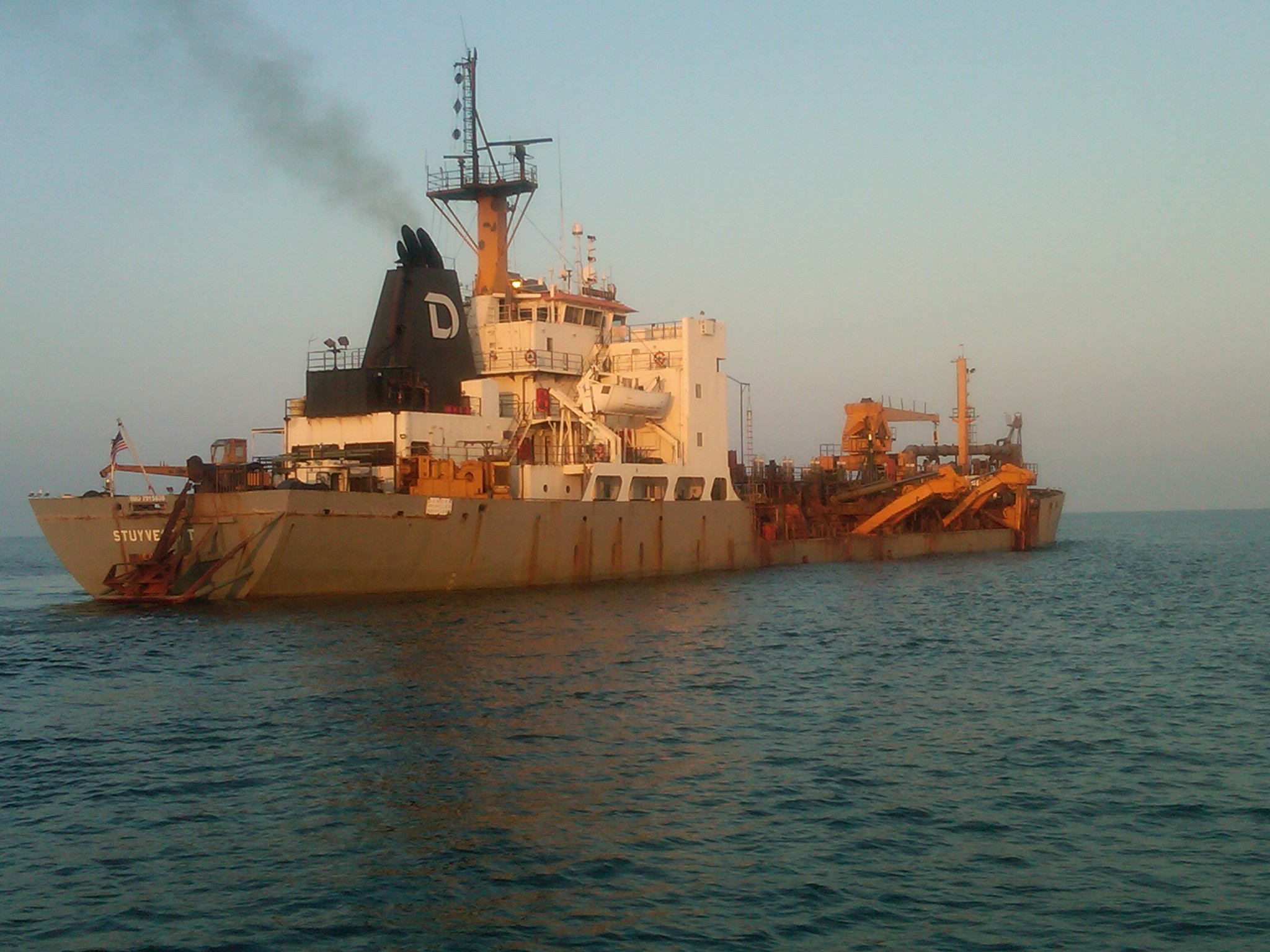
De Stuyvesant in 2014

Omdat ook baggeractiviteiten onder de Jones Act vallen, kunnen Europese aannemers geen werk uitvoeren in de Verenigde staten. Boskalis heeft geprobeerd daar wel een voet aan de grond te krijgen door een onderneming in de VS te starten en daar een zuiger te laten bouwen (de sleephopperzuiger Stuyvesant, gebouwd in 1982 door de Amerikaanse werf Avondale Shipyards Inc. met een hoppercapaciteit van 2500 m3). Het bedrijf was Bean-Stuyvesant L.L.C. Het verwerven van werk ging moeizaam, alhoewel er soms wel een succes was, zoals een bij een rechtszaak in 2004. De zuiger is in 2012 verkocht aan het Amerikaanse bedrijf Dutra.
Door het protectionisme van de Jones Act is er geen vernieuwing in de baggersector in de VS; Amerikaanse baggerbedrijven spelen hierdoor ook geen enkele rol op de wereldmarkt.